# Бутенко, Ирина Анатольевна
Ири́на Анато́льевна Буте́нко (род. 12 февраля 1955, Москва) — российский социолог и культуролог; доктор социологических наук (1991).

## Биография
Окончила филологический факультет МГУ им. М. В. Ломоносова (научный руководитель диплома Н. И. Толстой). Кандидат философских наук, диссертация «Критика феноменологически ориентированной социологии языка» (1982, научный руководитель Ю. Н. Давыдов). В 1991 году на факультете социологии МГУ защитила диссертацию на соискание степени доктора социологических наук («Взаимодействие обыденного и научного сознания в эмпирическом исследовании»; официальные оппоненты И. Т. Левыкин, С. Н. Плотников, И. М. Слепенков).
Автор ряда работ по феноменологии обыденного сознания, по социологии опроса, социологической методологии. Занималась социологией чтения. Работала в Vox Populi у Б. А. Грушина, в Российском институте культурологии, в РГДБ, в Институте книги. Член редколлегии журнала «Вопросы социологии». Профессор кафедры философии и социологии Калужского государственного университета им. К. Э. Циолковского. Вице-президент Российского общества социологов (с 1997). Грантополучатель фонда Эйзенхауэра (1998) и ряда других грантов. В 2001 г. Уехала в Канаду и живёт и работает в г. Торонто.

## Публикации

### Монографии
- Бутенко И. А. Анкетный опрос как общение социолога с респондентом. — М., 1989.
- Бутенко И. А. Как провести социологическое исследование. — М., 1990.
- Бутенко И. А. Читатели и чтение на исходе XX века. — М.: Наука, 1996. — 132 с.
- Российское общество на рубеже веков: штрихи к портрету/ Отв. ред. И. А. Бутенко. — М.: МОНФ, 2000. — 256 с.
- Бутенко И. А. Перспективы самоуправления и самоорганизации в России. — М: МОНФ.

### Словари
- Белянин В. П., Бутенко И. А. Живая речь. Словарь разговорных выражений. — М.: ПАИМС, 1994. — 192 с. — ISBN 5-87664-027-1.

### Антологии
- Белянин В. П., Бутенко И. А. Чёрный юмор. Антология. — М.:ПАИМС, 1996. — 192 с. — ISBN 6-87664-069-7. Озон